# جوشوا ماسترز
جوشوا ماسترز (بالإنجليزية: Joshua Masters)‏ هو لاعب إسكواش بريطاني، ولد في 6 أبريل 1995 في ميدستون في المملكة المتحدة.

## وصلات خارجية
- جوشوا ماسترز على موقع الاتحاد الدولي لمحترفي الاسكواش (مؤرشف) (الإنجليزية)
- جوشوا ماسترز على موقع SquashInfo.com (الإنجليزية)